# Gösta Runmark
Gösta Uno Helmer Runmark, född den 8 september 1896 i Sigtuna, död den 15 juni 1966 i Stockholm, var en svensk militär.
Runmark avlade studentexamen i Uppsala 1915. Han blev fänrik vid fortifikationen 1918, underlöjtnant 1920 och löjtnant samma år. Han genomgick Artilleri- och ingenjörhögskolan 1919–1920 och avlade gymnastikdirektörexamen 1926. Runmark blev kapten vid fortifikationen 1932 och övergick som sådan vid dess delning 1937 till signaltrupperna, där han blev major 1940. Han var byråchef vid försvarsbyrån i telegrafstyrelsen 1941–1945. Runmark befordrades till överstelöjtnant 1943 och till överste 1949. Han var chef för Arméns signalskola 1945–1953. Efter sin pensionering sistnämnda år var Runmark konsult åt civilförsvarsstyrelsen. Han blev riddare av Svärdsorden 1938 och av Vasaorden 1945.